# Linfoscintigrafia degli arti
La linfoscintigrafia degli arti (superiori o inferiori) è una metodica non invasiva di medicina nucleare che permette di studiare la funzionalità del sistema linfatico nei casi in cui esso sia compromesso (linfedema primario o secondario a chirurgia, radioterapia, trauma, parassitosi o post-linfangitico) poiché consente di caratterizzare il trasporto del radiofarmaco lungo il circolo linfatico profondo e superficiale come normale o alterato, o visualizzare i rispettivi linfonodi tributari ed evidenziare l’esistenza di cortocircuito, stenosi, by-pass o flusso cutaneo anterogrado o retrogrado ("dermal back flow").

## Indicazioni cliniche all'esame
- Identificazione dei pazienti con filariasi asintomatica/presintomatica, prima che si manifestino i sintomi della malattia;
- Valutazione dei pazienti con alta prevalenza di episodi di erisipela ricorrente (cellulite, linfangite) senza causa apparente, per definire la presenza di patologia linfatica sconosciuta;
- Selezione dei pazienti nei quali eseguire interventi di profilassi e monitoraggio degli stessi;
- Identificazione dei pazienti ad alto rischio di sviluppare patologia linfatica prima di intervento chirurgico di linfoadenectomia;
- Documentazione del riarrangiamento linfatico post-linfoadenectomia o post-radioterapia, per stabilire la reale necessità di terapia riabilitativa fisica e/o farmacologica.[2]

## Preparazione del paziente
Non è prevista alcuna preparazione propedeutica all'esame; non deve sussistere uno stato di gravidanza accertato o presunto.

## Radiofarmaci utilizzati
Per la linfoscintigrafia degli arti vengono somministrati 18-37 MBq in piccoli volumi di 99mTc-trisolfuro di antimonio o 99mTc-solfuro colloide o 99mTc-nanocolloide HSA, nel range di 0,10-0,20 mL per ciascuna aliquota.

## Modalità di esecuzione dell'esame
Per studiare il sistema linfatico si può procedere secondo i seguenti protocolli di acquisizione:

### Linfoscintigrafia bicompartimentale per lo studio del circolo linfatico superficiale e profondo
1. Si inizia con 2 siringhe di radiocolloide iniettate lateralmente e medialmente sotto l’aponeurosi profonda di mani o piedi, per la visualizzazione del sistema linfatico profondo.;
2. Si applica una compressione moderata sulla parte iniettata per 30-60 secondi, e si invita il paziente a praticare esercizio fisico per 3-5 minuti (camminare, flesso-estensione di mani o piedi).;
3. Acquisizione delle immagini del sistema linfatico profondo (completate in genere entro circa 45 minuti);
4. Si effettua l’iniezione per il sistema linfatico superficiale, intra-dermicamente sul dorso delle mani o dei piedi, progressivamente al II, III e IV spazio metacarpale o metatarso-falangeo;
5. Si applica una compressione moderata sulla parte iniettata per 30-60 secondi, e si invita il paziente a praticare esercizio fisico per 3-5 minuti;
6. Si procede all’acquisizione delle immagini dinamiche o statiche seguite da quelle total body.

### Linfoscintigrafia monocompartimentale per lo studio del circolo linfatico superficiale
1. Si effettua l’iniezione intra-dermica sul dorso delle mani o dei piedi, progressivamente al II, III e IV spazio metacarpale o metatarso-falangeo.;
2. Si applica una compressione moderata sulla parte iniettata per 30-60 secondi, e si invita il paziente a praticare esercizio fisico (3-5 min);
3. Si procede all’acquisizione delle immagini dinamiche o statiche, seguite da quelle total body.

## Interpretazione delle immagini

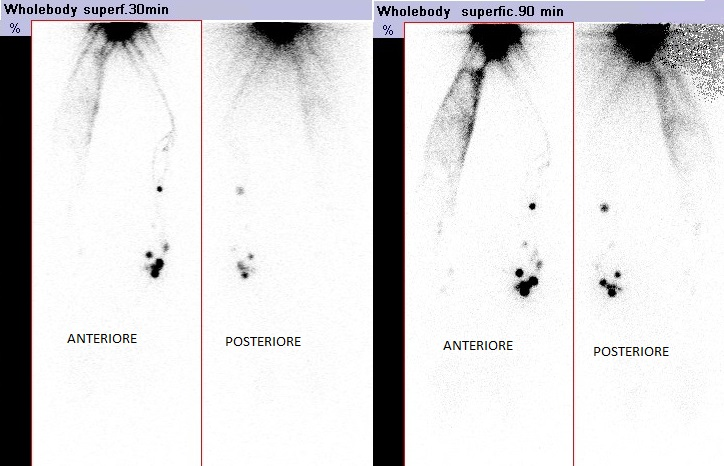
Linfoscintigrafia degli arti superiori di una paziente operata di linfoadenectomia ascellare destra, con successiva compromissione del drenaggio linfatico omosede.

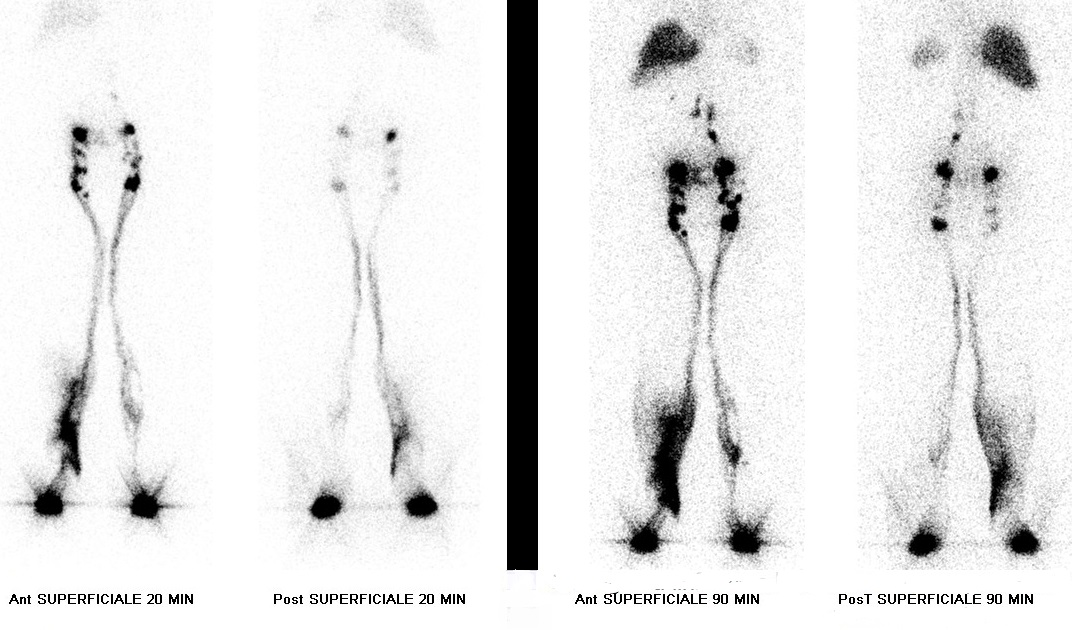
Linfoscintigrafia degli arti inferiori in un paziente con anamnesi positiva per linfedema primario. A destra si evidenzia il cosiddetto "dermal backflow".

La valutazione delle indagini ha lo scopo di determinare la pervietà dei vasi linfatici, la presenza o meno di circoli collaterali, la visualizzazione dei linfonodi delle principali stazioni degli arti e la presenza di flusso cutaneo retrogrado ("dermal flow" o "dermal back flow"), anche in relazione ad eventuali asimmetrie di lato.